# Jørgen Erik Frederik Skeel
Jørgen Erik Frederik Skeel (20. maj 1802 på Brobygård – 22. december 1849 på Birkelse) var en dansk godsejer, officer og politiker, far til Sophus Skeel.
Han fødtes på Brobygård på Fyn, hvor faderen, kammerherre, major Sophus Peter Frederik Skeel, boede, indtil han 1815 arvede Stamhuset Birkelse; moderen var Amalie Hedevig født komtesse Trampe. 1825 udnævntes han til sekondløjtnant à la suite i Fodgarden, blev 1826 kammerjunker og 1832 premierløjtnant, men lod sig næste år sætte uden for nummer for selv at overtage bestyrelsen af sine ejendomme, som faderen ved sin død havde efterladt i dårlig stand, men som hans moder ved dygtighed og god økonomi atter til dels havde bragt på fode; dette lykkedes fuldstændig for Skeel, der, omend ikke uddannet som landmand, med en god naturlig forstand forbandt et medfødt praktisk blik. Han blev en dygtig landmand, særlig på kvægavlens område, og en human og fremsynet godsejer, der på bedste måde sørgede for sine bønders vel; således var hans godser nogle af de første i landet, hvorpå hoveriet blev afløst, ligesom han 1847 fik bevilling til at sælge sit bøndergods til arvefæste.
Skeel, der fra 1838 af var patron for Roskilde Kloster og 1839 havde fået kaptajns karakter, udnævntes 1841 til kammerherre og valgtes samme år af sædegårdsejerne i Aalborg og Viborg Stifter til 1. suppleant til Stænderforsamlingen i Viborg, hvor han gav møde 1846; 1847 valgtes han til 1. deputeret til samme forsamling, ligesom han næste år ifølge kongelig udnævnelse mødte i Den Grundlovgivende Rigsforsamling. I stænderne stemte han i liberal ånd og var en af de få godsejere, som med varme og kraft tog ordet for hartkornets egalisation. Skeel døde på Birkelse 22. december 1849 af vattersot. Han var Ridder af Dannebrog.
Han efterlod enken Charlotte Adelaide født komtesse Ahlefeldt-Laurwigen (11. august 1810 på Tårnholm - 24. september 1865 på Birkelse), datter af Vilhelm Carl Ferdinand greve Ahlefeldt-Laurwigen; med hende var han blevet gift 12. april 1833, og hun ægtede siden (1859) kammerherre og minister Erik Skeel.
Han er gengivet i et portrætmaleri (Roskilde Kloster) og i et litografi af C.M. Tegner (Det Kongelige Bibliotek).